# Damias mixta
Damias mixta là một loài bướm đêm thuộc phân họ Arctiinae, họ Erebidae.